# Myrrha

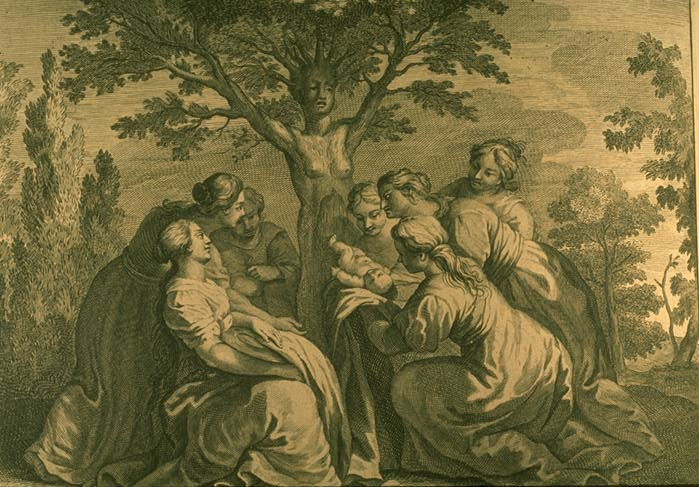
De geboorte van Adonis, zoon van Myrrha.

Myrrha (Oudgrieks: Μυρρα), ook wel Smyrna genoemd, was de dochter van Cinyras (soms ook wel Theias genoemd) en Cenchreis. Ze kreeg een zoon Adonis bij haar vader.
Zoals in vele Griekse mythes, speelt ook in dit verhaal overmoed een grote rol. De moeder van Myrrha, hoewel sommigen beweren dat het haar vader was, kon het niet laten om op te scheppen over de schoonheid van haar dochter. Ze vergeleek het onschuldige meisje zelfs met de mooiste van alle godinnen, namelijk Aphrodite. De godin van de liefde voelde zich gekrenkt en liet haar gebluf niet ongestraft. Ze strafte Myrrha met een verboden begeerte voor haar vader.
Na lange tijd van pijn en verdriet kon Myrrha het niet laten om er toch voor te zorgen dat ze één avond met haar vader in bed kon doorbrengen. Ze haalde de dienstmeid over om haar vader dronken te voeren en zodra de avond was gevallen, wachtte ze Cinyras op voor de deur van zijn slaapkamer. Daar hij dronken was, herkende hij zijn eigen dochter niet meer, en besloot hij om met haar de liefde te bedrijven. Tijdens deze nacht is de bloedmooie jongen Adonis ontstaan. Maar al gauw kwam de zwangerschap van zijn dochter Cinyras ter ore. Hij was uitzinnig van woede en doordat hij niet met dit schandaal kon leven, probeerde hij haar te vermoorden. Maar de goden waren Myrrha genadig en om haar voor deze moord te hoeden, veranderden ze het meisje in een boom die later naar haar de mirreboom werd genoemd.
Negen maanden later barstte de boom open en vanuit het binnenste van de boom kwam er een jongetje tevoorschijn: Adonis. Myrrha was er toch nog in geslaagd haar kind ter wereld te brengen.